# Associazione Calcio Vigevano 1948-1949
Questa voce raccoglie le informazioni riguardanti l'Associazione Calcio Vigevano nelle competizioni ufficiali della stagione 1948-1949.

## Rosa
| N. |                   | Ruolo | Calciatore       |
| -- | ----------------- | ----- | ---------------- |
|    | Italia (bandiera) | D     | Bruno Armanini   |
|    | Italia (bandiera) | A     | Natale Biddau    |
|    | Italia (bandiera) | A     | Angelo Borri     |
|    | Italia (bandiera) | A     | Livio Maccarino  |
|    | Italia (bandiera) | A     | Alessandro Maggi |
|    | Italia (bandiera) | P     | E. Maggioni      |
|    | Italia (bandiera) | C     | Renzo Monti      |
|    | Italia (bandiera) | P     | L. Morone        |
|    | Italia (bandiera) | P     | S. Previdè       |

| N. |                   | Ruolo | Calciatore      |
| -- | ----------------- | ----- | --------------- |
|    | Italia (bandiera) | C     | Silvano Racman  |
|    | Italia (bandiera) | C     | Felice Resta    |
|    | Italia (bandiera) | A     | Piero Ricci     |
|    | Italia (bandiera) | D     | M. Sala         |
|    | Italia (bandiera) | C     | M. Tacconi      |
|    | Italia (bandiera) | D     | Raimondo Taucar |
|    | Italia (bandiera) | A     | Otello Torri    |
|    | Italia (bandiera) | A     | A. Turati       |